# Лепетов, Илья Николаевич
Илья Николаевич Лепетов (2 августа 1886, Переславль-Залесский, Владимирская губерния — 4 сентября 1971) — заслуженный мастер спорта СССР по велоспорту (1947).

## Биография
Родился 2 августа 1886 года в Переславле-Залесском. С юных лет служил посыльным и приказчиком у купцов в разных городах. Занятия велоспортом начал в Богородске Московской губернии в 1905 году, когда устроился на работу к владельцу типографии Г. С. Ламакину, представителю фирмы «Свифт», поставлявшей в Россию велосипеды. Ламакин сам любил велоспорт, обучил Илью, подарил ему велосипед «Свифт».
Илья участвовал как в шоссейных, так и в трековых гонках.
В июне 1912 года после устройства деревянного покрытия Глуховского трека Богородск вошёл в четвёрку городов — центров велосипедного спорта: Санкт-Петербург, Москва, Тула, Богородск. Москва в эти года своего трека не имела и трековые соревнования московские велосипедисты проводили в Глухове. В один из дней 1912 года на заборах Богородска появились афиши, сообщавшие, что на Глуховском треке состоятся соревнования. Разыгрывалось три приза. Все три выиграл Лепетов, оставив позади известных гонщиков. Илья Николаевич был призван в армию и провёл годы Первой Мировой войны в окопах, сражаясь за Россию. Многие из его друзей-спортсменов не вернулись с фронта. После возвращения с фронта в Богородск Лепетов начал работать в книжном магазине.
После революции при клубе торговых служащих создаётся велосекция во главе с И. Н. Лепетовым.
В 1924 году Лепетов стал победителем 100-километровой шоссейной гонки в Ленинграде. Илья Николаевич Лепетов стал первым чемпионом страны в гонках на велосипеде по шоссе на 100 км (1924 г., Москва, его номер 32, результат 3 часа 41 минута, он обошёл 24 человека). В составе сборной команды страны участвовал в 1926 году в международных соревнованиях в Латвии, заняв второе место в гонке на 100 километров.
В 1936 году получил звание мастера спорта, а 1947 году звание заслуженным мастером спорта.
После войны И. Н. Лепетов работал заведующим отделом в книжном магазине МОГИЗа. Будучи сам значкистом ГТО I и II ступени, он подготовил сотни рабочих к сдаче норм ГТО. Постоянно лично выступая в городских велогонках, Лепетов стремился вовлечь в соревнования как можно больше молодёжи. Он инициатор оказания помощи окрестным колхозам в организации физкультурной работы на селе.
В октябре 1946 года Лепетов победил в традиционной велогонке Ногинск — Москва — Ногинск (86 км). Его время 3 часа 4 секунды. Впервые подобная велогонка состоялась в 1912 году и все годы в ней участвовал Илья Лепетов.
За свою спортивную деятельность И. Н. Лепетов выиграл в состязаниях до двухсот первых мест, столько же вторых и около сотни третьих, сменил за это время двадцать веломашин и наездил не менее 300 тысяч километров.
Илья Николаевич неоднократно одерживал победы и во многих соревнованиях среди лыжников.
Всю свою жизнь отдал общественной работе, вёл тренерскую работу в «Буревестнике», «Динамо», детской спортивной школе, в спортивной школе рабочей молодёжи. До 72 лет ветеран руководил одним из отделений в Ногинской спортивной школе молодёжи. Он подготовил сотни ногинчан к сдаче норм ГТО, разрядников, кандидатов и мастеров спорта. Его воспитанниками были заслуженный мастер спорта Тамара Новикова, пять раз завоевавшая звание чемпионки СССР, Чурикова, Кургин, Самокатова, Бордачев, Пантелеев и многие другие.
Скончался 4 сентября 1971 г.